# Raveniola ferghanensis
Raveniola ferghanensis là một loài nhện trong họ Nemesiidae.
Raveniola ferghanensis được miêu tả năm 1984 bởi Zonstein.